# Tourniquet

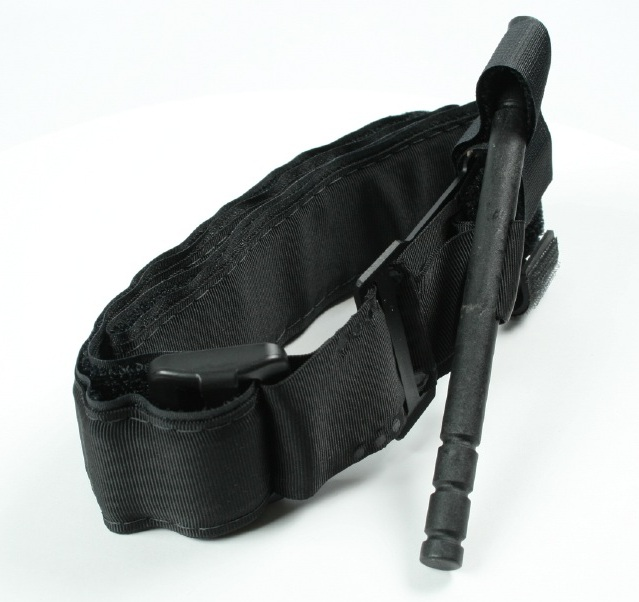
Militärisches Tourniquet

Ein Tourniquet (frz. für Drehkreuz, auch Aderpresse) ist ein Abbindesystem, durch das der Blutfluss in den Venen und Arterien (abhängig vom Druck) gestaut oder vollständig unterbrochen werden kann. Es ist nach einem Druckverband die nächste Möglichkeit, um Blutungen, insbesondere multipel penetrierender Verletzungen, zu versorgen.

## Anwendungsbereiche
Bei der Phlebographie und anderen Methoden zur Untersuchung des Venensystems wird es mit niedrigem Druck zur Stauung der oberflächlichen Venen eingesetzt.
In Orthopädie und Unfallchirurgie wird ein steuerbares pneumatisches Tourniquet regelmäßig in der Extremitäten-Chirurgie verwendet, um in Blutleere operieren zu können.
Auch im Bereich des Zivilen Rettungswesens hat das Tourniquet immer mehr an Bedeutung gewonnen. Daher wird in immer mehr Fahrzeugen des Rettungswesens und auch bei Polizeiangehörigen das Tourniquet vorgehalten, da nach aktuellen Studienlagen die Letalitätsrate durch einen hohen Blutverlust bei traumatischen Ereignissen sehr hoch ist. Bei lebensbedrohlichen Blutungen, die sich mittels eines Druckverbandes nicht beherrschen lassen, ist auch im zivilen Bereich das Tourniquet als letztes und lebensrettendes Mittel einzusetzen. So werden auch Polizisten bei Landes- und Bundespolizei inzwischen auf diese Maßnahme geschult (auch zur Eigenanwendung).
Beim Militär wird das Tourniquet im Rahmen der Tactical Combat Casualty Care (TCCC) eingesetzt, um eine große oder mehrfach penetrierende und stark blutende Wunde an einer Extremität zu versorgen, insbesondere nach Explosionsverletzungen z. B. durch Splitter oder Bomben. Bei Schuss- und Explosionsverletzungen von Extremitäten, auch mit traumatischer Amputation, ist der Einsatz auch im zivilen Bereich zur temporären Abbindung sinnvoll, insbesondere wenn mehrere Verletzte gleichzeitig oder großflächige penetrierende Verletzungen versorgt werden müssen, da damit die Gefahr des Verblutens direkt unterbunden wird.
Der Einsatz des Tourniquets während des Irak- und des Afghanistan-Krieges reduzierte die Letalität durch Explosionsverletzungen an Extremitäten, da hierdurch ein massiver Blutverlust und vor allem ein Verbluten mit mehrfach penetrierenden Verletzungen verhindert werden konnten.
Seit September 2016 befinden sich Tourniquets auch als Ausrüstung auf Rettungswagen in den deutschen Bundesländern Baden-Württemberg und Bayern. Soldaten der Bundeswehr im Auslandseinsatz werden mit Tourniquets ausgestattet, bei Polizisten gehört es teilweise zur persönlichen Erste-Hilfe-Ausrüstung.

## Geschichte
Kompressionsriemen zur Kontrolle von Blutungen sind sowohl aus den Überlieferungen griechischer Gelehrter als auch aus dem Römischen Reich bekannt. Militärchirurgen verwendeten diese, um Blutungen bei Amputationen zu kontrollieren.
1718 entwickelte der französische Chirurg Louis Petit ein mechanisches Instrument mit einer Spannschraube, das er tourniquet nannte (tourner „drehen“).
Die Gummibandage beziehungsweise der Stauschlauch aus flexiblem Material gehen auf eine Erfindung von Johann von Esmarch aus dem Jahr 1873 zurück. Der Vorteil gegenüber der Entwicklung von Louis Petit lag im Material (flexibler Gummi) und darin, dass es keine mechanischen Teile mehr gab, die sich lösen konnten. Ein Stauschlauch, später eine Aderpresse aus Gewebeband, befand sich bis Ende der 1970er Jahre in Autoverbandkästen, wurde dort jedoch ab den 1980er Jahren entfernt.
Im Zuge der durch additive Fertigung und Peer-Production ermöglichten dezentralen Produktion entwickelten Unternehmen und Makerinitiativen verschiedene Tourniquetdesigns, die sich beispielsweise zur Anwendung in regionalen Konflikten eignen sollen. Forscher um Joshua Pearce stellten 2023 ein Open-Source-Testgerät zur Qualitätssicherung von Tourniquets vor.

## Funktion
Moderne Tourniquets funktionieren pneumatisch oder mechanisch.
- Pneumatische Tourniquets ähneln in Aussehen und Funktion einer Blutdruckmanschette. Dabei wird Luft in einen Ballon gepumpt, der in eine Manschette eingearbeitet ist, um den notwendigen Druck zu erreichen.

- Mechanische Tourniquets funktionieren alle durch Verkürzung eines Bandes durch Rotation. Dabei wird ein Knebel, der an einem umlaufenden Band befestigt ist, gedreht. Dabei verkürzt sich das Band und erzeugt den notwendigen Druck.

Durch das Tourniquet können Verletzungen wie Hämatome und Quetschungen hervorgerufen werden. In seltensten Fällen kommt es zu langzeitigen oder permanenten Schäden von Nerven und Gewebe. Eine temporäre Abbindung von bis zu zwei Stunden zieht häufig keine schwerwiegenden Folgen nach sich, jedoch kann das Absterben der entsprechenden Extremität und das Ausbleiben der normalen Durchblutung nach der Abnahme des Tourniquets nicht gänzlich ausgeschlossen werden. Andererseits existieren aber auch Berichte von Soldaten, die nach einer Verwundung das Tourniquet über 16 Stunden angelegt hatten.
Das Risiko bei Anwendung besteht vor allem in der Bildung von Blutgerinnseln. Ein einmal angelegtes Tourniquet soll deshalb erst unter ärztlicher Aufsicht wieder entfernt werden. Datum und Uhrzeit der Abbindung ist auf dem Tourniquet oder dem Patienten mit einem Filzstift zu vermerken. In der zivilen Ersten Hilfe ist – außer bei Schusswunden – der Einsatz nicht oder nur selten erforderlich.